# Better Oblivion Community Center
Better Oblivion Community Center es un dúo estadounidense de indie rock compuesto por los músicos Conor Oberst y Phoebe Bridgers. El dueto presentó su álbum debut homónimo el 24 de enero de 2019.
Ambos músicos coincidieron en 2017, cuando Oberst colaboró en el álbum debut de Bridgers, Stranger in the Alps.

## Carrera
El dúo lanzó su álbum debut el 24 de enero de 2019, a través de la compañía Dead Oceans. El álbum recibió la aclamación de la crítica al momento de su lanzamiento.
El 29 de enero de 2019, la banda anunció su primera gira de conciertos por los Estados Unidos y Europa junto con la publicación de un vídeo musical para su primer sencillo, "Dylan Thomas", dirigido por Michelle Zauner.

## Discografía
2019 - Better Oblivion Community Center